# Brooke D’Orsay
Brooke D’Orsay (* 17. Februar 1982 in Toronto) ist eine kanadische Schauspielerin.

## Leben
D’Orsay debütierte in einer größeren Rolle in der kanadischen Komödie Why Can’t I Be a Movie Star? aus dem Jahr 2001. Eine größere Rolle spielte sie ebenfalls in der Fernsehkomödie Everybody’s Doing It (2002). Die Rolle im Thriller The Skulls 3 (2004) brachte ihr im Jahr 2005 eine Nominierung für den DVD Exclusive Award. Im Kurzfilm Room 10 (2006) von Jennifer Aniston und Andrea Buchanan war sie neben Robin Wright Penn und Kris Kristofferson zu sehen.
D’Orsay trat zeitweise gemeinsam mit der Comedy-Gruppe Trailervision in Nordamerika und in Europa auf. Sie war auch als Tänzerin der Musikgruppe Rise tätig. Die Schauspielerin lebt in Toronto und in Los Angeles.

## Filmografie (Auswahl)
- 2001: Why Can’t I Be a Movie Star?
- 2002: Truths of Insanity (Kurzfilm)
- 2002: 19 Months
- 2002: Fortune’s Sweet Kiss
- 2002: Everybody’s Doing It
- 2003: Home Security (Kurzfilm)
- 2003: Beautiful Girl – Schwer in Ordnung (Beautiful Girl)
- 2004: The Skulls 3 (The Skulls III)
- 2004: Harold & Kumar (Harold & Kumar Go to White Castle)
- 2004–2010: 6Teen (Fernsehserie, 86 Episoden)
- 2005: Wer entführt Mr. King? (King’s Ransom)
- 2006: It’s a Boy Girl Thing
- 2006: Room 10
- 2007: The Big Bang Theory (Fernsehserie, Episode 1x07)
- 2007, 2012–2014: Two and a Half Men (Fernsehserie, 8 Episoden)
- 2008–2010: Gary Unmarried (Fernsehserie, 17 Episoden)
- 2009–2011: Drop Dead Diva (Fernsehserie, 9 Episoden)
- 2009: Psych (Fernsehserie, Episode 3x10)
- 2009: How I Met Your Mother (Fernsehserie, Episode 4x15)
- 2010: Werwolf wider Willen (The Boy Who Cried Werewolf)
- 2010–2016: Royal Pains (Fernsehserie, 73 Episoden)
- 2012: Liebe in acht Lektionen (How to Fall in Love)
- 2014: June in January (Fernsehfilm)
- 2017: Miss Christmas (Fernsehfilm)
- 2018: Christmas in Love (Fernsehfilm)
- 2019: Nostalgic Christmas (Fernsehfilm)
- 2020: Hot for My Name (Fernsehfilm)
- 2020: Grace and Frankie (Fernsehserie, 2 Episoden)
- 2020: A Godwink Christmas – Second Chance, First Love (Fernsehfilm)
- 2021: Beverly Hills Wedding (Fernsehfilm)
- 2021: A Dickens of a Holiday! (Fernsehfilm)
- 2022: Wedding of a Lifetime (Fernsehfilm)
- 2022: A Fabled Holiday (Fernsehfilm)
- 2023: A Not So Royal Christmas (Fernsehfilm)
- 2024: Crimes of Fashion – Killer Clutch (Fernsehfilm)
- 2024: Following Yonder Star (Fernsehfilm)
- 2024: Deck the Halls on Cherry Lane (Fernsehfilm)